# Tinamou rubigineux
Crypturellus brevirostris
Espèce
Statut de conservation UICN

 LC  : Préoccupation mineure
Le Tinamou rubigineux (Crypturellus brevirostris) est une espèce d'oiseaux de la famille des Tinamidae.

## Répartition
Cet oiseau vit de part et d'autre de la frontière entre le plateau des Guyanes et le Brésil, notamment dans les États d'Amapá et d'Amazonas ainsi qu'en Guyane.